# Oskar Lademann
Friedrich Wilhelm Albert Oskar Lademann (* 20. April 1840 in Erfurt; † 1. April 1930 in Neubabelsberg) war ein preußischer Generalleutnant und Kommandeur der 30. Division.

## Leben

### Herkunft
Oskar war der Sohn des preußischen Generalmajors Albert Lademann (1795–1869) und dessen Ehefrau Henriette, geborene von Westernhagen (1810–1866).

### Militärkarriere

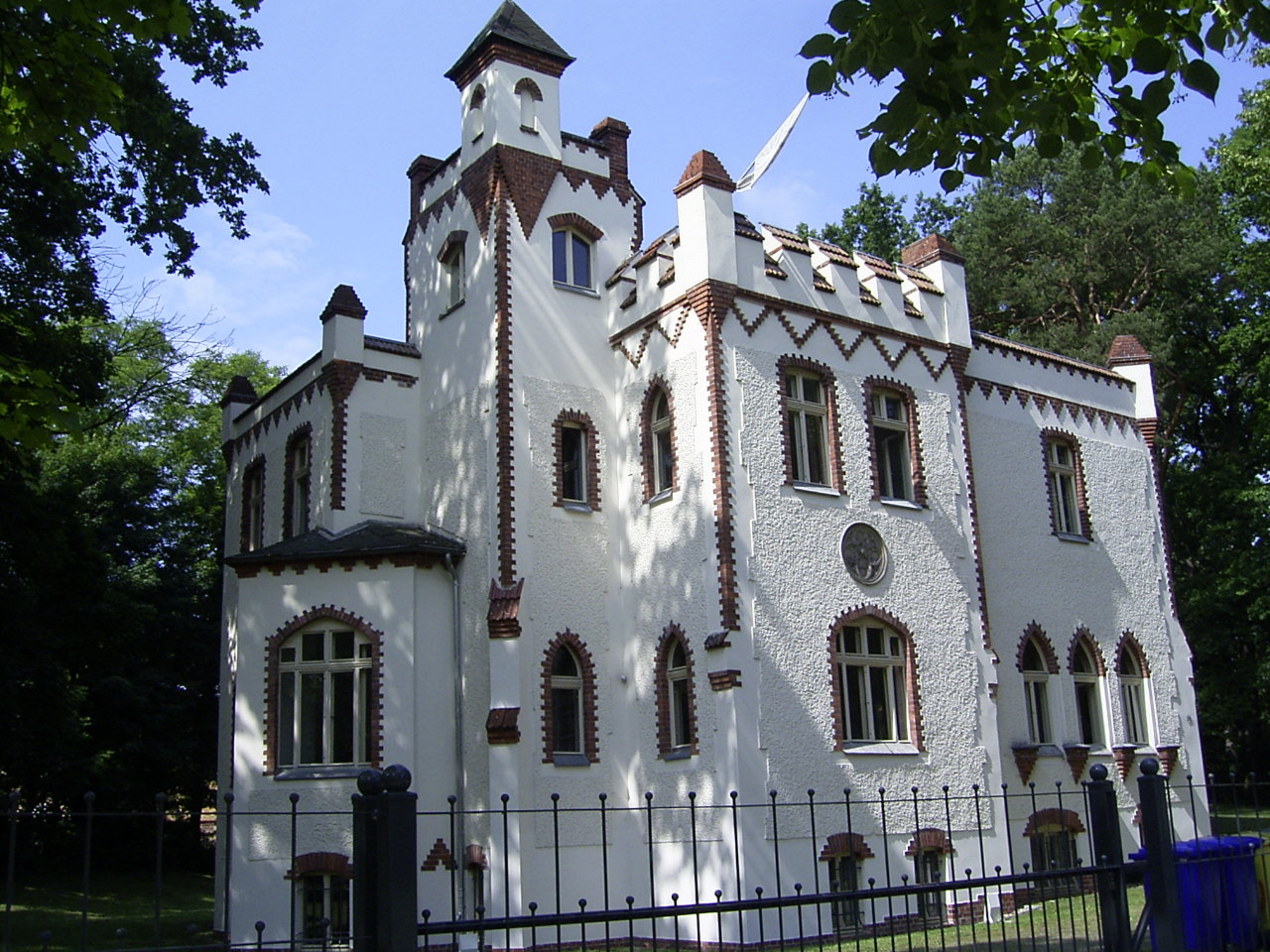
Er war Erbauer der Villa Lademann (später Villa Rühmann) und dann Gästehaus der UFA

Er erhielt seine schulische Bildung am Gymnasium in Torgau, im Kloster Unser Lieben Frauen in Magdeburg sowie auf dem Joachimsthaler Gymnasium. Anschließend besuchte er das Berliner Kadettenhaus und wurde am 8. Mai 1858 als Portepeefähnrich dem 26. Infanterie-Regiment der Preußischen Armee überwiesen. Lademann avancierte Mitte Oktober 1859 zum Sekondeleutnant und war Mitte April bis Ende September 1861 zu Ausbildungszwecken zum Infanterie-Lehr-Bataillon kommandiert. Am 8. März 1862 wurde er zum Regimentsadjutanten ernannt und stieg in dieser Stellung Ende September 1865 zum Premierleutnant auf. Lademann nahm 1866 während des Krieges gegen Österreich an den Kämpfen bei Münchengrätz, Preßburg sowie Königgrätz teil und erhielt für sein Wirken den Roten Adlerorden IV. Klasse mit Schwertern.
Nach dem Krieg erfolgte am 30. Oktober 1866 seine Kommandierung als Adjutant der 38. Infanterie-Brigade. Unter Belassung in dieser Stellung wurde er am 6. Juli 1869 mit Patent vom 3. Mai 1865 in das Schleswig-Holsteinische Füsilier-Regiment Nr. 86 versetzt, bevor er als Hauptmann und Kompaniechef in den Truppendienst zurücktrat. Während des Krieges gegen Frankreich führte Lademann sein 4. Kompanie bei Beaumont, Sedan und Épinay-sur-Seine sowie vor Paris.
Ausgezeichnet mit dem Eisernen Kreuz II. Klasse wurde er nach dem Friedensschluss am 6. Januar 1872 in den Großen Generalstab versetzt und am 23. März 1872 zum Generalstab der 11. Division kommandiert. Am 22. Juni 1875 zum Major befördert, kam er am 12. Juni 1877 als Kommandeur des I. Bataillons im 3. Pommerschen Infanterie-Regiment Nr. 14 nach Swinemünde. Er wurde am 13. September 1882 Oberstleutnant und mit der Ernennung zum Kommandeur des II. Bataillons am 5. Mai 1883 in das 4. Pommersche Infanterie-Regiment Nr. 21 versetzt. Anschließend war er ab Mitte November 1884 etatmäßiger Stabsoffizier im 3. Hannoverschen Infanterie-Regiment Nr. 79 und wurde am 6. Juli 1886 mit der Beförderung zum Oberst Kommandeur des 4. Niederschlesischen Infanterie-Regiments Nr. 51. Daran schloss sich am 13. August 1889 eine Verwendung als Generalmajor und Kommandeur der 50. Infanterie-Brigade. Am 17. Mai 1892 wurde er zum Generalleutnant befördert und zum Kommandeur der 30. Division in Straßburg ernannt. In dieser Eigenschaft erhielt er Mitte September 1893 den Stern zum Roten Adlerorden II. Klasse mit Eichenlaub und Schwertern am Ringe. Unter Verleihung des Kronen-Ordens I. Klasse wurde Lademann am 14. Mai 1894 mit Pension zur Disposition gestellt.
Anlässlich des 100-jährigen Bestehens des Infanterie-Regiments „Fürst Leopold von Anhalt-Dessau“ (1. Magdeburgisches) Nr. 26 bekam er am 1. April 1913 die Erlaubnis zum Tragen der Regimentsuniform. Lademann starb am 1. April 1930 in Neubabelsberg und wurde auf dem Neuen Friedhof in Potsdam beigesetzt.

### Familie
Lademann heiratet am 26. Juni 1872 in Potsdam Emma von Rohrscheidt (1855–1923). Das Paar hatte mehrere Kinder:
- Friedbert (1873–1944), deutscher Generalmajor
- Gebhard (1877–1915), Hauptmann in Ostafrika, gefallen bei Reims
- Blanka (* 1882)